# رولز-رویس ولاند
رولز-رویس ولاند (به انگلیسی: Rolls-Royce Welland) یک موتور هواگرد ساختِ کارخانهٔ رولز-رویس لیمیتد در کشور بریتانیا است .